# روبن بملمانز
 روبن بملمانز (انگلیسی: Ruben Bemelmans؛ زادهٔ ۱۴ ژانویهٔ ۱۹۸۸) یک تنیس‌باز اهل بلژیک است.